# 长湖乡 (哈尔滨市)
长湖乡是中国黑龙江省哈尔滨市呼兰区下辖的一个乡，位于呼兰东部。